# Santa María de Guecho
Santa María de Guecho (en euskera: Getxoko Andra Mari o Elexalde Getxo) es un barrio del municipio vizcaíno de Guecho, situado en el País Vasco, al norte de España.
Es el núcleo poblacional original de Guecho, y actualmente se trata del mayor barrio residencial del municipio, formado por viviendas unifamiliares y adosadas.
Su población en 2020 era de 13 548 habitantes de los cuales 6 496 eran hombres y 7 052 mujeres.
En el barrio se ha construido la estación de Ibarbengoa del Metro de Bilbao.

## Historia
Se carece de datos exactos de la fecha de origen de la parroquia de Santa María de Guecho, aunque era costumbre entre los reyes y personas distinguidas del país fundar colonias en tierras inhabitadas incultas para convertir el terreno en terreno cultivable, edificando allí una iglesia.
Esta parece ser la razón por la cual fue construida la iglesia de Santa María. Se desconoce qué Señor debió escoger estos terrenos, lugares de fácil caza, pastoreo y pesca. Este Señor llevaría consigo toda su servidumbre, y para su atención espiritual la antiguamente llamada cofradía fundó una ermita, dándole terrenos para el sostenimiento del clérigo, reservándose el derecho de designar a la persona que ejerciese el ministerio.
Parece ser que la iglesia de Santa María, fundada en el siglo XI, fue la primitiva matriz principal de Guecho. Esta iglesia tuvo un ciclo vital corto, pues en 1390 en las cortes de Guadalajara convocadas por el rey Juan I -ante las que el obispo de Pamplona se querelló de que los legos levantaban los diezmos de Vizcaya, Guipúzcoa y Álava- a las parroquias se les pasaba a denominar monasterios, entre ellos al de Santa María. Para averiguar si dichas acusaciones eran ciertas, en 1415 se realizó una pesquisa de patronos de iglesias parroquiales del Señorío de Vizcaya, renovada en 1478 por los Reyes Católicos. En dicha pesquisa aparece la iglesia de Santa María desaliñada y descompuesta resultando ser divisera y llevando el gozamen de sus diezmos. Su fundador fue algún noble y poderoso de la casa Asua. La Torre Martiartu era un bien patrimonial de esta familia.
Este primer monasterio debió ser reconstruido a mediados del siglo XVII, pues en el escudo de la actual iglesia existen dos escudos, uno en la fachada sur y otro en la clave del primer arco del presbiterio cuyo primer cuartel representa a Doña Isabel Osorio de Porres, esposa de Diego Pérez de Guecho y Martiartu. En el testamento de Doña Isabel dio a este la potestad de fundar mayorazgo con las casas de Guecho y Martiartu.

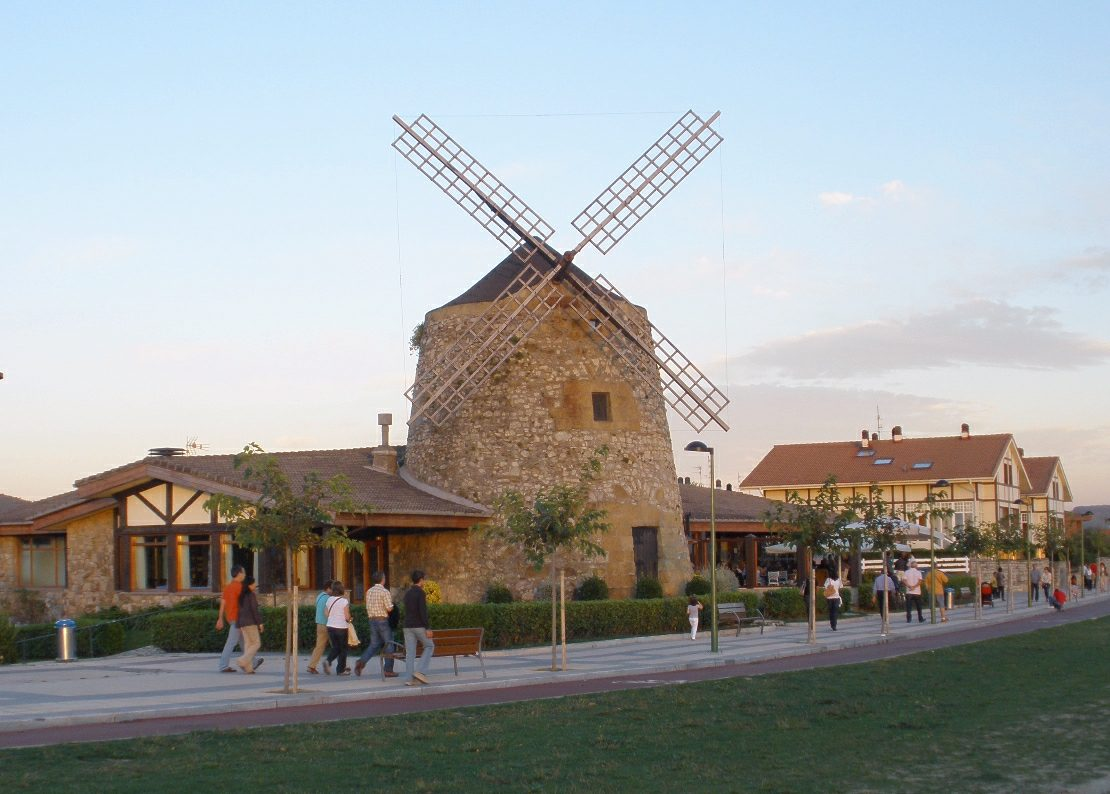
Aixerrota.

En el siglo XVII esta anteiglesia parecía ya formada, y funcionaba entonces la junta de fábrica. Existió el honorífico cargo de mayordomo de fábrica ejercido por la persona más digna del lugar. Los patronos diviseros seguían presentando a los clérigos levantando los diezmos. Para las mujeres existió la oportunidad honorífica de "Beata", "Freila" o "Sonora", que atendían el templo.
La anteiglesia tenía dos regidores en las Juntas de Guernica. Su población pese a ser predominantemente agrícola también constaba de cierto número de pescadores del vecino barrio de Algorta.
Con el paso de los años la población de Algorta fue creciendo hasta que tomó el control de la anteiglesia. En el año 1779 la iglesia de Santa María fue reconstruida.

## Polémica por el Plan de Ordenación Urbana
El Plan de Ordenación Urbana, originalmente previsto para entrar en vigor, contempla la construcción aproximada de 10 000 nuevas viviendas en el barrio de Santa María de Guecho, de las cuales alrededor de 6 000 serían viviendas de protección oficial.
Este proyecto ha generado un rechazo significativo entre muchos habitantes de Guecho (guechotarras), quienes se oponen a la urbanización de espacios verdes en el municipio. Los críticos destacan la existencia de aproximadamente 3 500 viviendas vacías en Guecho, lo cual, según argumentan, cuestiona la necesidad real de construir un barrio que se convertiría en el tercer núcleo poblacional del municipio, después de Algorta y Las Arenas.
Además, los residentes actuales del barrio, especialmente aquellos que habitan en los dispersos caseríos, han expresado su fuerte oposición a las posibles expropiaciones de sus terrenos por parte del ayuntamiento.
En una manifestación realizada el sábado 28 de enero de 2007, se estimó una asistencia de entre 3 000 personas, según los organizadores, y alrededor de 4 000, según reportó el diario El País. Los manifestantes expresaron claramente su rechazo al proyecto impulsado por el área de planeamiento urbanístico, dirigida entonces por Iñaki Urquiza.

## Edificios de interés
- Iglesia de Santa María.
- Molino de Aixerrota
- Ruinas del Fuerte de la Galea